# تشارلز كاسيوس روجرز
تشارلز كاسيوس روجرز هو سياسي أمريكي، ولد في 15 ديسمبر 1849 في كامبريدج في الولايات المتحدة، وتوفي في 11 مايو 1937 في ميلواكي في الولايات المتحدة. نشط حزبياً في الحزب الجمهوري. وقد انتخب عضو مجلس ولاية ويسكونسن ‏.